# Dévolution du pouvoir au Royaume-Uni
La dévolution du pouvoir au Royaume-Uni (Devolution [of power] in the United Kingdom) fait référence au statut accordant des pouvoirs du Parlement du Royaume-Uni au Parlement écossais, au Parlement gallois, à l'Assemblée nord-irlandaise et à l’assemblée de Londres ainsi qu’à leurs branches exécutives respectives, le Gouvernement écossais, le Gouvernement gallois, l'Exécutif nord-irlandais et l’autorité du Grand Londres.

## Écosse

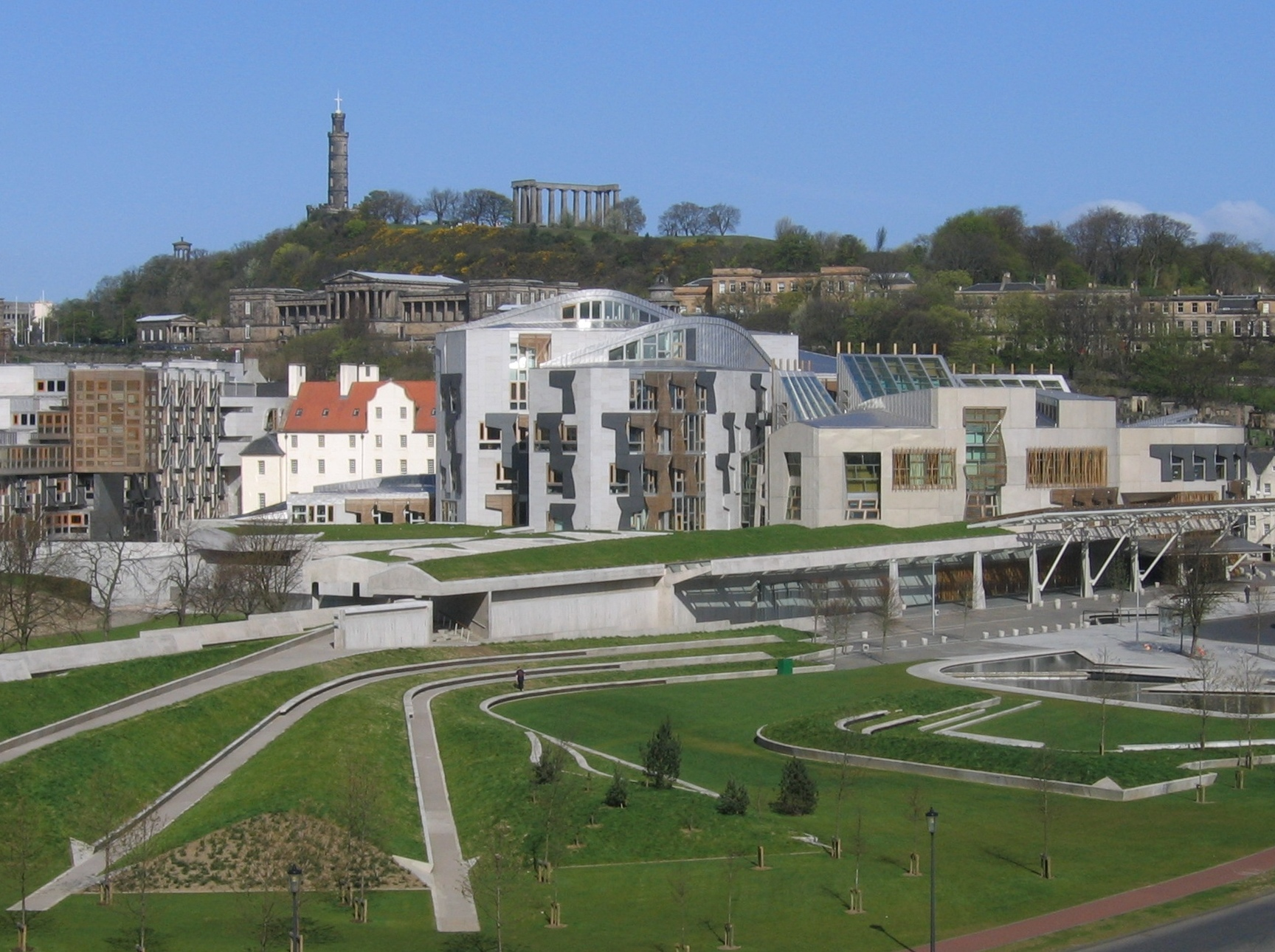
Siège du Parlement écossais

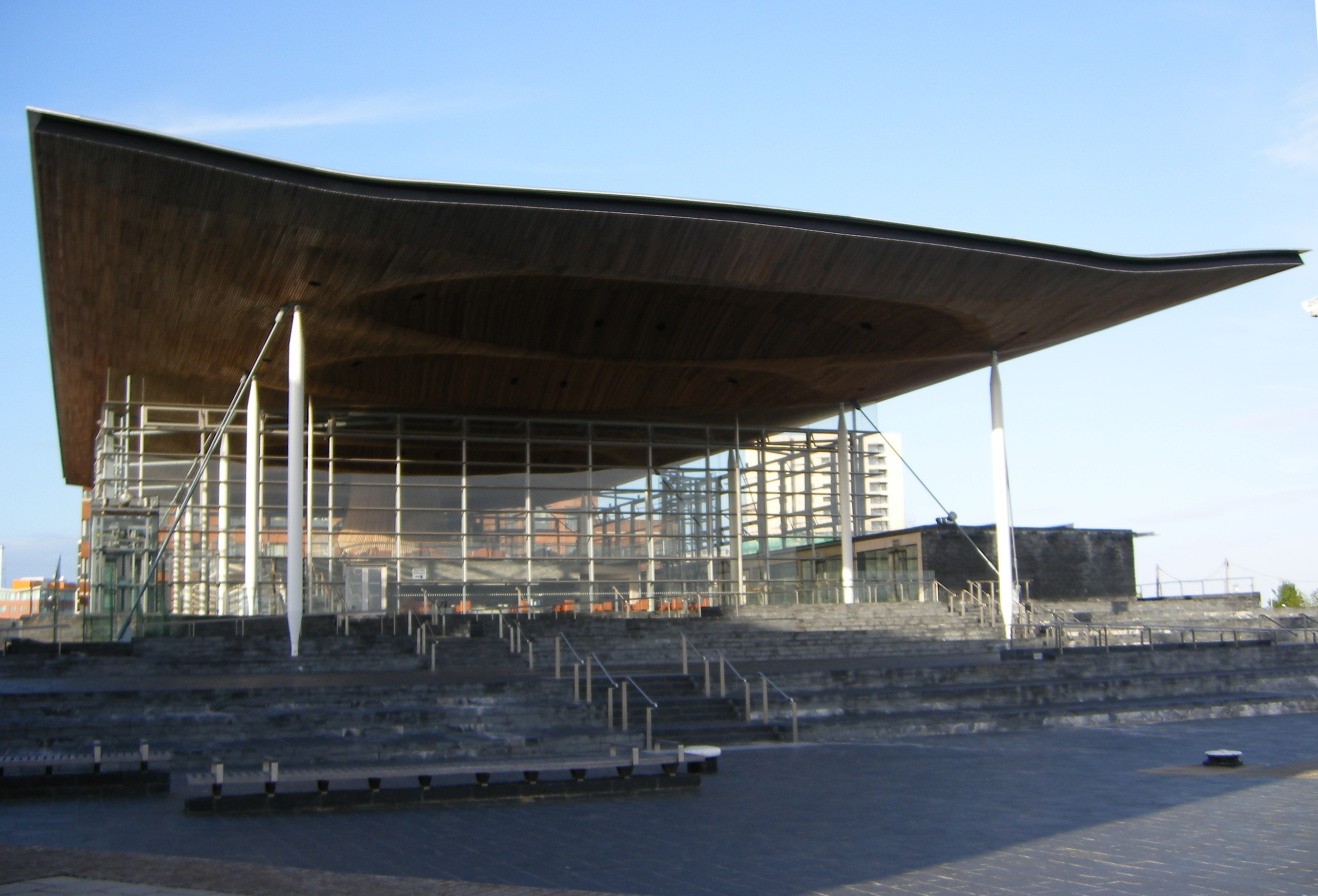
Siège du Parlement gallois

En mai 1997, le gouvernement travailliste de Tony Blair a été élu en faisant la promesse de créer une institution autonome en Écosse : du référendum organisé la même année résulte une majorité de votes « pour ». Le Parlement écossais (Scottish Parliament), conséquence du Scotland Act de 1998, est créé et possède les pouvoirs de faire la législation primaire pour certains domaines autonomes de la politique, en plus de certains pouvoirs limités d'imposition. Les compétences du parlement et de l’exécutif écossais sont les suivantes :
- santé et services sociaux ;
- éducation et formation ;
- administration locale et logement ;
- justice et police ;
- agriculture, forêts et pêche ;

- environnement ;
- tourisme, sport et culture ;
- développement économique et transports.

## Pays de Galles
En mai 1997, le gouvernement travailliste de Tony Blair a été élu en faisant la promesse de créer une institution autonome au pays de Galles : du référendum organisé la même année résulte une majorité de votes « pour » (50,3 %). Le Parlement gallois (en anglais : Welsh Parliament, en gallois : Senedd Cymru), conséquence du Government of Wales Act 1998, est créé et possède le pouvoir de déterminer comment le budget du gouvernement gallois est dépensé et administré.
La loi de 1998 est suivie par le Government of Wales Act 2006, qui crée un corps exécutif, le gouvernement de l'Assemblée galloise (Welsh Assembly Government), séparé de l'Assemblée nationale législative. En mai 2011, la branche exécutive prend le nom de Gouvernement gallois (Welsh Government). Approuvés par referendum en 2010, les pouvoirs de l'assemblée nationale galloise s'étendent à:
- Culture et monuments
- Développement économique
- Environnement
- Services anti-incendies et de sauvetage
- Alimentation
- Santé
- Transport
- Logement
- Administration locale
- Services sociaux
- Sport
- Tourisme
- Aménagement du territoire
- Eau et protection des inondations
- Langue

## Irlande du Nord

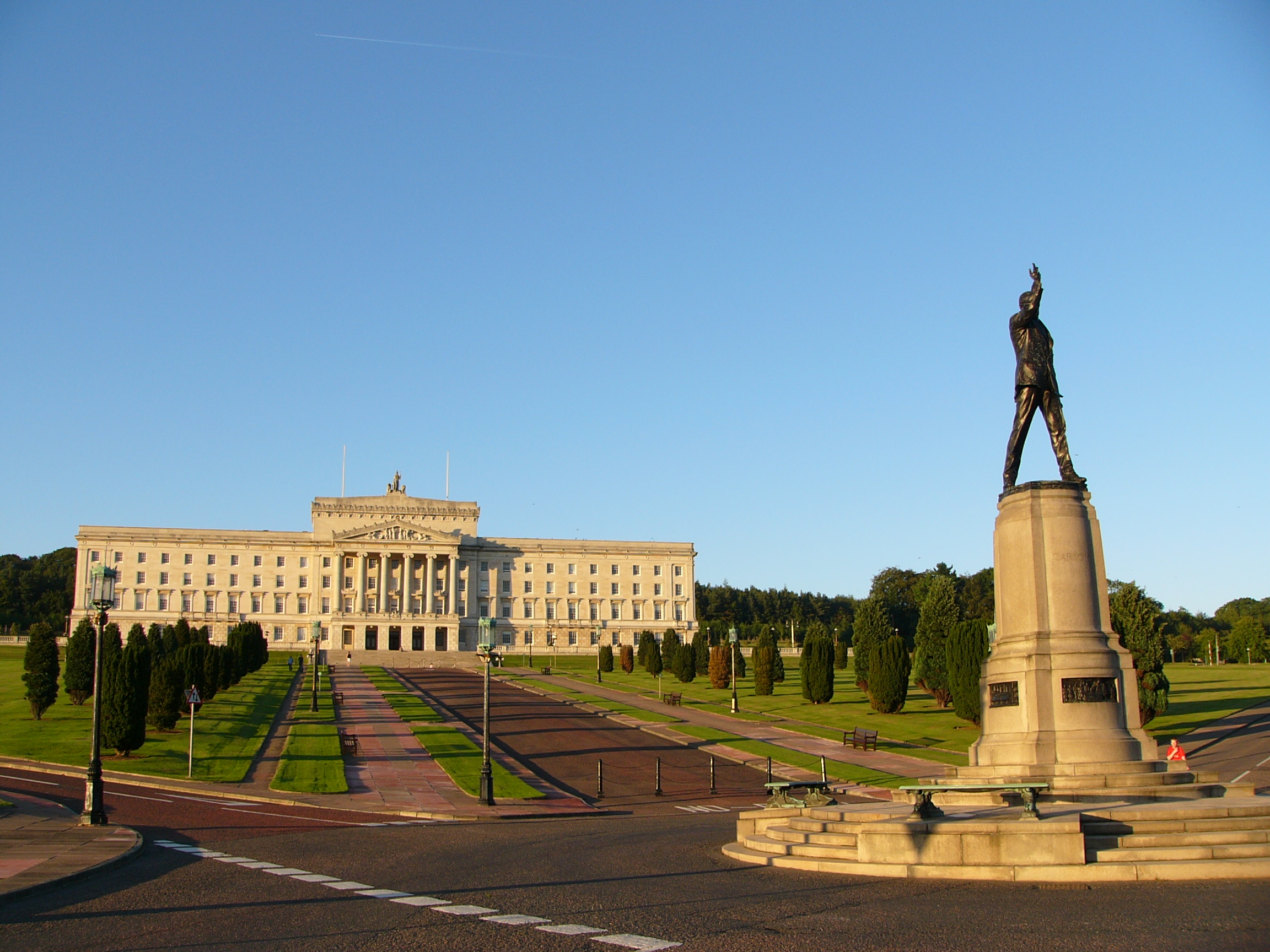
Siège de l'Assemblée nord-irlandaise

Le Home Rule est un projet datant du milieu du XIXe siècle, visant à donner une autonomie interne à l'Irlande, tout en restant sous la tutelle de la couronne britannique. L'impossibilité de son application aboutit à la partition de l'Irlande en 1921, qui voit la création de l'État libre d'Irlande, alors que six comtés d'Ulster restent dans le Royaume-Uni, formant eux l'Irlande du Nord.
Le Parlement d'Irlande du Nord exerce le pouvoir législatif en Irlande du Nord entre le 22 juin 1921 et le 30 mars 1972. Il est créé par le Government of Ireland Act 1920 et suspendu par le Northern Ireland Constitution Act 1973 (deux lois).
L'accord de Sunningdale, une tentative d'en finir avec la période dite du « The Troubles », établit une Assemblée nord-irlandaise élue, un Northern Ireland Executive à pouvoir partagé, et le Conseil d'Irlande, de part et d'autre de la frontière entre l'Irlande du nord et la République irlandaise. L'accord est signé le 9 décembre 1973, mais l'opposition au projet et la violence firent échouer l'accord en mai 1974.
Une Assemblée nord-irlandaise a existé de 1982 à 1986 sans toutefois pouvoir se maintenir.
L'Assemblée nord-irlandaise autonome actuelle fut créé à la suite de l'Accord du Vendredi saint en 1998. Il avait pour ambition de réunir les différentes communautés afin de gouverner l'Irlande du Nord.
À partir d'octobre 2002, il fut non-opérationnel, en raison de la rupture du processus de paix en Irlande du Nord, mais en octobre 2006, les gouvernements britannique et irlandais annoncèrent la restauration de l'autonomie en Irlande du Nord.

## Angleterre
Contrairement aux trois autres nations, il n'a pas été décidé de créer un parlement spécifiquement anglais, l'Angleterre est en conséquence dirigée uniquement par le parlement britannique. Le parlement britannique vote donc un certain nombre de lois spécifiques à l'Angleterre, alors qu'il est constitué de députés des quatre nations. Cette situation pose donc une question sur la légitimité des députés écossais, gallois et nord-irlandais à voter pour ces lois et porte le nom de question du West Lothian.